# رقص در موسم باران
رقص در موسم باران (به هندی: Aya Sawan Jhoom Ke) فیلمی محصول سال ۱۹۶۹ و به کارگردانی راگونات جالانی است. در این فیلم بازیگرانی همچون درمندرا، آشا پارک، نظیر حسین، نیروپا روی، بیندو، آریونا ایرانی، جلال آقا ایفای نقش کرده‌اند.